# Regionalwahl in Friaul-Julisch Venetien 2013
Die Regionalwahl in Friaul-Julisch Venetien 2013 fand am 21. und 22. April statt; der Regionalrat und der Präsident der Region Friaul-Julisch Venetien wurden gleichzeitig gewählt.

## Wahlergebnis
| Kandidaten                    | Kandidaten                 | Stimmen | %    | Listen                  | Stimmen | %    | Mandate |
| ----------------------------- | -------------------------- | ------- | ---- | ----------------------- | ------- | ---- | ------- |
|                               | Debora Serracchianigewählt | 211.508 | 39,4 | Partito Democratico     | 107.180 | 26,8 | 19      |
| Cittadini per il Presidente   | Debora Serracchianigewählt | 211.508 | 39,4 | 21.170                  | 5,3     | 3    |         |
| Sinistra Ecologia Libertà     | Debora Serracchianigewählt | 211.508 | 39,4 | 17.757                  | 4,4     | 3    |         |
| Slovenska Skupnost            | Debora Serracchianigewählt | 211.508 | 39,4 | 5.431                   | 1,4     | 1    |         |
| Italia dei Valori             | Debora Serracchianigewählt | 211.508 | 39,4 | 4.009                   | 1,0     | –    |         |
| ↳ Gesamt                      | Debora Serracchianigewählt | 211.508 | 39,4 | 155.547                 | 39,0    | 26   |         |
|                               | Renzo Tondo                | 209.442 | 39,0 | Il Popolo della Libertà | 80.063  | 20,1 | 8       |
| Autonomia Responsabile        | Renzo Tondo                | 209.442 | 39,0 | 42.851                  | 10,7    | 4    |         |
| Lega Nord                     | Renzo Tondo                | 209.442 | 39,0 | 33.047                  | 8,3     | 3    |         |
| Unione di Centro              | Renzo Tondo                | 209.442 | 39,0 | 14.759                  | 3,7     | 1    |         |
| La Destra                     | Renzo Tondo                | 209.442 | 39,0 | 6.173                   | 1,5     | –    |         |
| Partito Pensionati            | Renzo Tondo                | 209.442 | 39,0 | 3.733                   | 0,9     | –    |         |
| Nicht gewählte Direktkandidat | Renzo Tondo                | 209.442 | 39,0 | –                       | –       | 1    |         |
| ↳ Gesamt                      | Renzo Tondo                | 209.442 | 39,0 | 180.626                 | 45,2    | 17   |         |
|                               | Saverio Galluccio          | 103.135 | 19,2 | Movimento 5 Stelle      | 54.908  | 13,8 | 5       |
|                               | Franco Bandelli            | 12.908  | 2,4  | Un’Altra Regione        | 8.231   | 2,1  | –       |
| Gesamt                        | Gesamt                     | 537.008 | 100  |                         | 399.312 | 100  | 48      |